# Herenio Etrusco

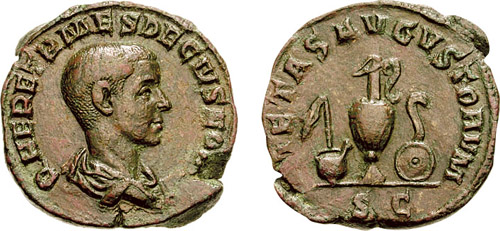
Sestercio de Herenio Etrusco.

Quinto Herenio Etrusco Mesio Decio (en latín, Quintus Herennius Etruscus Messius Decius; † junio de 251), también conocido como Herenio Etrusco, fue un emperador romano en 251, gobernó junto a su padre Decio. Este último fue proclamado emperador por sus tropas en septiembre de 249 mientras estaba en Panonia y Mesia, en oposición al emperador Filipo el Árabe. Decio lo derrotó en batalla y luego fue elevado a la púrpura imperial por el Senado romano. Herenio Etrusco ascendió a césar en 250 y luego a augusto en mayo de 251. Cuando los godos, dirigidos por Cniva, invadieron las provincias del Danubio, Herenio Etrusco fue enviado junto a una vanguardia, seguido por el cuerpo principal de tropas romanas, encabezadas por Decio. Emboscaron a Cniva en la batalla de Nicopolis ad Istrum en 250, lo que supuso su derrota, antes de que les pasara lo mismo a ellos en la batalla de Beroe. Herenio Etrusco murió en la batalla de Abrito al año siguiente, junto con su padre. Después del fallecimiento de ambos emperadores, Treboniano Galo, que había sido gobernador de Mesia, fue elegido emperador por las fuerzas romanas restantes.

## Biografía
Quinto Herenio Etrusco Mesio Decio era hijo de Decio, un general romano que se convirtió en emperador, y Herenia Etruscila, su mujer. Los historiadores suelen fechar su nacimiento entre 220 y 230, pero no hay forma de comprobar esto. Las monedas de su reinado lo representan como un joven sin vello facial, indicando que todavía era un adolescente al momento de ascender al trono.
Decio ascendió a la púrpura imperial después de ser enviado junto a sus tropas a las provincias de Panonia y Mesia, donde fue declarado emperador por estas en septiembre de 249, en oposición a Filipo el Árabe. Condujo a sus tropas contra este último y se encontraron finalmente en septiembre de 249, cerca de Verona. En esta batalla, Filipo fue asesinado, tras lo cual el Senado romano declaró a Decio como emperador, y lo honró con el nombre de Trajano, una referencia al emperador homónimo.
Herenio Etrusco ascendió a césar en el 250, lo que lo convirtió en el heredero designado de Decio, antes de ser elevado a augusto en mayo del 251, lo que le convirtió en coemperador bajo él. También fue designado como cónsul ese mismo año. Después del ascenso a augusto de Herenio Etrusco, su hermano pequeño Hostiliano fue elevado a césar.

Mapa de la invasión gótica comandada por Cniva.

En el 249 los godos, dirigidos por Cniva, invadieron las provincias del Danubio del Imperio romano con una gran fuerza. Se dividieron en dos grupos; uno lanzó un asalto en Dacia y el otro, compuesto por setenta mil hombres, con Cniva dirigiéndolos personalmente, invadieron Mesia. Las fuerzas de este último se dividieron una vez más en dos grupos; uno marchó para asaltar Philippopolis, y el otro marchó a Novae. Treboniano Galo, el gobernador de Mesia y futuro emperador, le impidió a Cniva sitiar Novae, y en consecuencia, se trasladó hacia el sur, hasta Nicópolis. Para entonces, la noticia de la invasión llegó a Roma, y tanto Decio como Herenio Etrusco viajaron para acabar con la invasión gótica, excepto Hostiliano, quien permaneció en la ciudad. Herenio Etrusco fue enviado al frente con una vanguardia, seguido por el cuerpo principal de fuerzas romanas, liderado por Decio. Estos tomaron por sorpresa a las fuerzas góticas en la batalla de Nicópolis y las derrotaron decisivamente. Tras esto, Cniva se retiró sobre los montes Hemo (montes Balcanes) y se reunió con sus otras fuerzas en Philippopolis. Luego tendió una emboscada a las tropas de Decio y Herenio Etrusco en la batalla de Beroe, cerca del pequeño pueblo de Beroe en la base de los montes Hemo. Las fuerzas romanas fueron derrotadas decisivamente en este enfrentamiento y huyeron desordenadas a Moesia, donde Decio y Herenio Etrusco trataron de reorganizarlas. Cniva luego regresó a Philippopolis, y con la ayuda de Tito Julio Prisco, el gobernador romano de Tracia, logró capturar la ciudad.
Decio y Herenio Etrusco lanzaron un contraataque en la primavera de 251 con el que empezaron con éxito tras conseguir retroceder a los godos. Sin embargo, Cniva les tendió una emboscada, en junio de 251, cerca de Abrito (la actual Razgrad), lo que resultó en la muerte de Decio y Herenio Etrusco. Las circunstancias exactas sobre la muerte de este último son vagas. La fuente principal del evento, Aurelio Víctor, solo dice que Herenio Etrusco fue asesinado cuando «presionó el ataque con demasiada valentía». Aurelio Víctor especifica que estaba actuando como un imperator, comandaba a las tropas desde la distancia sin participar físicamente en el combate, en lugar de un commilito, quien luchaba físicamente en la batalla. Después de que llegara la noticia de su muerte a Decio, se negó a ser consolado, ya que afirmaba que la pérdida de una vida era menos importante que una batalla, por lo que continuó con el combate, en el que también fue asesinado. Al igual que Herenio Etrusco, se conocen pocos detalles sobre su fallecimiento, aunque se afirma que debió haber muerto durante la batalla, como commilito, durante la retirada, o bien fue asesinado mientras servía como imperator. Las reservas de Treboniano Galo no pudieron reforzar al ejército principal a tiempo para salvar a los emperadores, aunque se desconoce si esto se debió a la traición o al infortunio.
Después de la muerte de Decio y Herenio Etrusco, y gran parte del ejército romano, las fuerzas restantes eligieron inmediatamente a Treboniano Galo, el gobernador de Mesia, como emperador. Este hizo las paces con Cniva en términos humillantes, ya que les permitió mantener a sus prisioneros y a sus botines para asegurar la paz. Para ganarse el apoyo popular, Treboniano Galo mantuvo a Herenia Etruscila como augusta (emperatriz), y elevó a Hostiliano a augusto, lo que le convirtió en coemperador junto a él. Este último murió en noviembre de 251, ya sea por una plaga o por asesinato. A raíz de esto, Volusiano, hijo de Treboniano Galo, fue elevado a augusto. Después de que Treboniano Galo fuera derrocado por Emiliano en 253, Herenia Etruscila se desvaneció en la oscuridad.